# Baliza Isla del Embudo
La baliza Arroyo Las Vizcachas es una baliza no habitada de la Armada Argentina ubicada en la Provincia de Buenos Aires. Se encuentra en la ubicación 38°57′00″S 62°08′07″O / -38.95000, -62.13528 en el extremo norte de la Isla Embudo, en las proximidades del canal del mismo nombre. El nombre de la baliza surge de la isla en la que se asienta. La baliza tiene una altura de 10,5 m, se trata de una estructura de torre troncopiramidal negras.